# Slow Motion (Marshmello & Jonas Brothers)
Slow Motion is een nummer van de Amerikaanse dj Marshmello en de Amerikaanse band Jonas Brothers uit 2025.
"Slow Motion" gaat over het bewust vertragen van een relatie om van elk moment te genieten. Het was de tweede keer dat Marshmello en de Jonas Brothers samenwerkten. De tekst is dan ook exact het tegenovergestelde van hun vorige samenwerking, Leave Before You Love Me uit 2021, waarnaar de tekst ook diverse verwijzingen bevat. Het nummer flopte in Amerika, maar werd in voornamelijk Oost-Europese landen wel een succes. Nederland en België waren de enige West-Europese landen waar de plaat een hit werd; met een 36e positie in de Nederlandse Top 40, en een 22e positie in de Vlaamse Ultratop 50.

## Tracklijst
Muziekdownload
1. "Slow Motion" - 4:22